# Kanton Pélissanne
Kanton Pélissanne (fr. Canton de Pélissanne) je francouzský kanton v departementu Bouches-du-Rhône v regionu Provence-Alpes-Côte d'Azur. Skládá se z devíti obcí.

## Obce kantonu
- Aurons
- La Barben
- Cornillon-Confoux
- Coudoux
- La Fare-les-Oliviers
- Lançon-Provence
- Pélissanne
- Velaux
- Ventabren